# Logatec
Logatec (njemački: Loitsch, talijanski: Longatico,) je grad i središte istoimene općine u središnjoj Sloveniji, 25 km jugozapadno od Ljubljane. Grad pripada pokrajini Notranjskoj i statističkoj regiji Središnja Slovenija.

## Stanovištvo
Prema popisu stanovništva iz 2002. godine Logatec je imao 7.616 stanovnika.

## Galerija
- Napoleonov drvored
- Panorama grada
- Željeznička stanica

## Vanjske poveznice
- Službena stranica općine
- Satelitska snimka grada  Arhivirana inačica izvorne stranice od 29. srpnja 2017. (Wayback Machine)